# Êntase

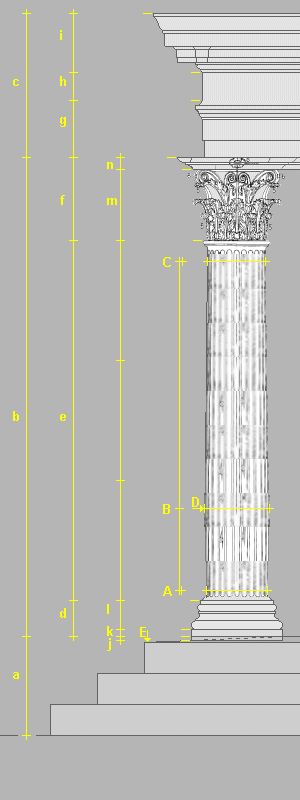
Esquema de coluna com êntase (marcado com D).

Êntase (em latim: entasis) é uma técnica usada para reduzir a ilusão óptica provocada numa coluna (ou outra estrutura similar) quando as duas linhas paralelas do fuste parecem encurvar para dentro. De modo a diminuir este efeito o fuste passa a ter uma ligeira curvatura para fora resultando no efeito óptico de linhas paralelas e também na ilusão de uma maior leveza e dinamismo gerais.
Esta curvatura observa-se muito na arquitectura da Grécia Antiga, em especial nos templos, em que o seu ponto máximo se encontra no terço inferior da coluna.